# Sainte-Opportune-du-Bosc
Sainte-Opportune-du-Bosc è un comune francese di 647 abitanti situato nel dipartimento dell'Eure nella regione della Normandia.

## Società

### Evoluzione demografica
Abitanti censiti